# De to enker
De to enker (tjekkisk:  Dvě vdovy) er en tjekkisk opera i to akter af Bedřich Smetana til en libretto af Emanuel Züngel. Librettoen er baseret på Jean Pierre Felicien Mallefilles en-akter "Les deux veuves". Operaen blev komponeret i perioden mellem juni 1873 og januar 1874 og fik premiere den 27. marts 1874 i Prag med Smetana selv som dirigent. Værket fik dog ikke succes; Smetana reviderede derfor operaen i 1874. Dialogerne blev erstattet af recitativer og noget af musikken og karaktertegningen blev omarbejdet. Den anden premiere 20. oktober 1874 var mere vellykket. Kurt Honolka oversatte operaen til tysk i 1958.

## Roller
| Rolle                                         | Stemmetype | Originalbesætning, 27. marts 1874 (Dirigent: Bedřich Smetana) |
| --------------------------------------------- | ---------- | ------------------------------------------------------------- |
| Caroline, en ung enke                         | Sopran     |                                                               |
| Agnes, hendes søster, der også er en ung enke | Sopran     |                                                               |
| Ladislaus, en jordbesidder                    | Tenor      |                                                               |
| Mumlal                                        | Bas        |                                                               |
| Tomík, en gartner                             | Tenor      |                                                               |
| Lidka, hans forlovede, en kammerpige          | Sopran     |                                                               |
| Bønder, kor                                   |            |                                                               |

## Synopsis
Sted: Et slot i Böhmen.

### Akt I
Der er fest på slottet. De to enker, Caroline og Agnes, som bor der, er meget forskellige. Værtinden, Caroline, er glad for sin frihed og uafhængighed, mens Agnes ikke kan få venner, da hun stadig sørger over sin mand. Caroline presses af en frier, Ladislaus, men hun vil ikke gifte sig med ham. Caroline forsøger derfor at få Agnes til at forelske sig i Ladislaus. Caroline inviterer Ladislaus til slottet, hvor han bliver arresteret af Mumlal og dømt til en dags husarrest. Ladislaus accepterer straffen. Agnes er imidlertid ikke interesseret i ham. Ved aktens slutning, synger Lidka og Tomík med koret om kærligheden.

### Akt II
I fængslet synger Ladislaus en kærlighedssang, som vækker kærligheden i Agnes, selvom hun ikke vil indrømme sine følelser. Hverken Carolines rænkespil eller Ladislaus' tilståelse synes at kunne ændre på dette. Først da Caroline begynder at flirte med Ladislaus, indrømmer Agnes sine følelser for Ladislaus. Det lykkes ikke den misundelige Mumlal at bringe Lidka og Tomík, der også elsker hinanden, fra hinanden. Da Agnes vender tilbage i sin smukkeste kjole, kaster Ladislav sig for Carolines fødder. Agnes er ødelagt og indrømmer sin kærlighed, hvorefter de falder i hinandens arme og bliver forlovet.

## Diskografi
- 1956, Jaroslav Krombholc (dirigent), Orkestret og koret ved nationalteatret i Prag; Drahomíra Tikalová, Ivo Žídek, Maria Tauberová, Miloslava Fidlerová, Antonín Zlesák, Eduard Haken
- 1974, Jaroslav Krombholc (dirigent), Prags Radiosymfonikere og Kor; Jana Jonášová, Marcela Machotková, Miroslav Švejda, Dalibor Jedlicka, Alfred Hampel, Daniela Šounová-Brouková [1]
- 1975, František Jílek (dirigent), Orkestret og koret ved nationalteatret i Prag; Nada Šormová, Marcela Machotková, Jiří Zahradníček, Jaroslav Horáček, Zdeněk Švehla, Daniela Šounová